# Svein Thøgersen
Svein Thorleif Thøgersen (Sarpsborg, 23 de junio de 1946) es un deportista noruego que compitió en remo.
Participó en los Juegos Olímpicos de Múnich 1972, obteniendo una medalla de plata en la prueba de doble scull. Ganó una medalla de plata en el Campeonato Europeo de Remo de 1971.

## Palmarés internacional
| Juegos Olímpicos   | Juegos Olímpicos       | Juegos Olímpicos | Juegos Olímpicos |
| Año                | Lugar                  | Medalla          | Prueba           |
| ------------------ | ---------------------- | ---------------- | ---------------- |
| 1972               | Múnich (RFA)           | Medalla de plata | Doble scull      |
| Campeonato Europeo |                        |                  |                  |
| Año                | Lugar                  | Medalla          | Prueba           |
| 1971               | Copenhague (Dinamarca) | Medalla de plata | Doble scull      |